# Recessione del 1937-1938

Tasso di disoccupazione negli Stati Uniti 1910-1960. In evidenza su sfondo azzurro chiaro gli anni della Grande Depressione (1929-1939).

La recessione del 1937-1938 fu una recessione economica avvenuta durante la Grande depressione negli Stati Uniti.
Nella primavera del 1937, la produzione, i profitti e i salari avevano riguadagnato i livelli iniziali del 1929. La disoccupazione era rimasta alta, ma sostanzialmente inferiore al tasso del 25% registrato nel 1933. Tuttavia, l'economia americana subì una brusca flessione a metà del 1937, per la durata di 13 mesi e dunque per la maggior parte del 1938. La produzione industriale diminuì di quasi il 30% e la produzione di beni durevoli ancora più rapidamente.
La disoccupazione balzò dal 14,3% del maggio 1937 al 19,0% del giugno 1938. La produzione manifatturiera scese del 37% dal picco del 1937 e tornò così ai livelli del 1934. I produttori ridussero le proprie spese per beni durevoli e le scorte diminuirono, ma il reddito personale era solo del 15% inferiore rispetto al picco del 1937. Nella maggior parte dei settori, la retribuzione oraria continuò ad aumentare durante la recessione, compensando in parte la riduzione del numero di ore lavorate. Con l'aumento della disoccupazione, la spesa dei consumatori diminuì, portando a ulteriori tagli della produzione.

## Recessione del 1937 e ripresa

Occupazione manifatturiera negli Stati Uniti dal 1920 al 1940.

L'amministrazione Roosevelt fu sotto attacco durante il secondo mandato di Roosevelt, che presiedette una nuova immersione nella Grande Depressione nel corso dell'autunno 1937, che poi continuò per la maggior parte del 1938. Durante questo periodo infatti la produzione e i profitti diminuirono drasticamente. La disoccupazione passò dal 14,3% del 1937 al 19,0% del 1938. La flessione era forse dovuta a nient'altro che ai ritmi consueti del ciclo economico, tuttavia fino al 1937 Roosevelt aveva rivendicato l'eccellente performance economica durante la sua amministrazione. Ciò comunque riportò gli USA in piena recessione e all'incandescente atmosfera politica del 1937.
I conservatori più orientati al business spiegarono le cause della recessione sostenendo che il New Deal era stato molto ostile all'espansione dell'economia nel periodo 1935-1937, minacciando massicci attacchi legali antitrust contro le grandi società ed enormi scioperi causati dalle attività organizzative del Congresso delle organizzazioni industriali (CIO) e la Federazione americana del lavoro (AFL). La ripresa è stata spiegata dai conservatori in termini della diminuzione drastica di quelle minacce dopo il 1938. Ad esempio, gli sforzi antitrust si sono esauriti senza casi rilevanti. I sindacati CIO e AFL hanno iniziato a lottare tra loro più che le società e la politica fiscale è diventata più favorevole alla crescita a lungo termine.

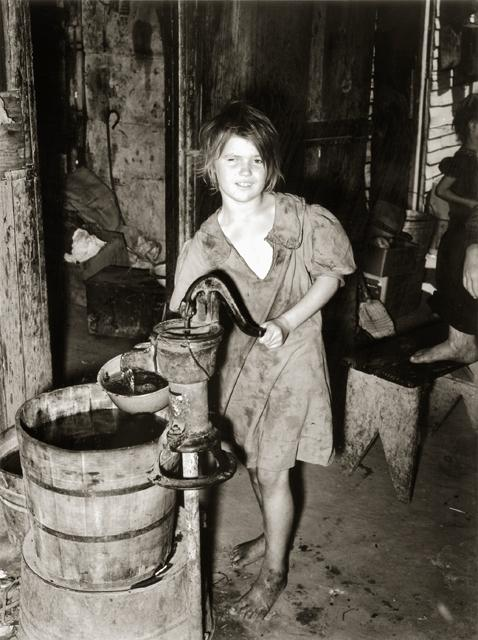
Scena nella baracca di un lavoratore agricolo, Oklahoma City, luglio 1939

"Quando il sondaggio dell'Organizzazione Gallup nel 1939 chiese: «Pensi che l'atteggiamento dell'amministrazione Roosevelt nei confronti degli affari stia ritardando la ripresa del business?» il popolo americano ha risposto "Sì" con un margine maggiore di due a uno. La comunità imprenditoriale si è sentita così ancora più forte". Il sondaggio di Roper di Fortune rilevò nel maggio 1939 che il 39% degli americani pensava che l'amministrazione avesse ritardato la ripresa minando la fiducia delle imprese, mentre il 37% pensava di no. Ma ha anche scoperto che le opinioni sulla questione erano fortemente polarizzate dallo status economico e dall'occupazione degli intervistati. Inoltre, l'AIPO ha rilevato nello stesso tempo che il 57% credeva che l'atteggiamento delle imprese nei confronti dell'amministrazione stesse ritardando la ripresa, mentre il 26% pensava di no, sottolineando che differenze abbastanza sottili nella formulazione possono evocare risposte ai sondaggi sostanzialmente diverse.
Gli economisti keynesiani hanno affermato che la recessione del 1937 fu il risultato di uno sforzo prematuro per frenare la spesa pubblica e bilanciare il bilancio. Roosevelt era stato cauto in modo da non dover gestire grandi deficit. Nel 1937 raggiunse effettivamente il pareggio di bilancio. Pertanto, non ha utilizzato completamente la spesa in deficit. Tra il 1933 e il 1941 il deficit medio del bilancio federale fu del 3% all'anno.
Nel novembre 1937 Roosevelt decise che le grandi imprese stavano cercando di rovinare il New Deal provocando un'altra depressione contro la quale gli elettori avrebbero reagito votando repubblicano. È stato uno "sciopero di capitale", ha detto Roosevelt, e ha ordinato al Federal Bureau of Investigation di cercare una cospirazione criminale (ma non ne hanno trovata alcuna). Roosevelt si spostò a sinistra e lanciò una campagna retorica contro il potere monopolistico, che fu lanciata come la causa della nuova crisi. Il segretario degli interni degli Stati Uniti Harold L. Ickes attaccò la casa automobilistica Henry Ford, il produttore di acciaio Tom Girdler e le super ricche "Sixty Families" che presumibilmente costituivano "il centro vitale della moderna oligarchia industriale che domina gli Stati Uniti".
Se non controllati, avvertì Ickes, avrebbero creato "l'America fascista dei grandi affari, un'America schiavizzata". Il presidente nominò Robert Jackson come il nuovo aggressivo direttore della divisione antitrust del Dipartimento di Giustizia, ma questo sforzo perse la sua efficacia quando iniziò la seconda guerra mondiale per cui divennero urgentemente necessari grandi affari per produrre rifornimenti di guerra. Ma l'altra risposta dell'amministrazione al calo del 1937 che bloccò la ripresa dalla Grande Depressione ha avuto risultati più tangibili.
Ignorando le richieste del Dipartimento del Tesoro e rispondendo alle sollecitazioni dei convertiti all'economia keynesiana e di altri nella sua amministrazione, Roosevelt si imbarcò in un antidoto alla depressione, abbandonando con riluttanza i suoi sforzi per riequilibrare il bilancio e lanciando miliardi di dollari di programmi di spesa nella primavera del 1938, uno sforzo teso ad aumentare il potere d'acquisto. Roosevelt spiegò il suo programma in una chiacchierata davanti al caminetto in cui disse al popolo americano che spetta al governo "creare una ripresa economica" apportando un "aumento al potere d'acquisto della nazione".

## Campagna retorica
L'amministrazione Roosevelt ha reagito lanciando una campagna retorica contro il potere monopolistico, che era stata lanciata come causa della depressione, e nominando Thurman Arnold nella divisione antitrust del Dipartimento di giustizia degli Stati Uniti per agire, ma Arnold non fu efficace. Nel febbraio 1938, il Congresso approvò un nuovo disegno di legge AAA, l'Agricultural Adjustment Act del 1938, che autorizzava prestiti per i raccolti, assicurazioni sui raccolti contro i disastri naturali e grandi sussidi agli agricoltori che tagliavano la produzione. Il 2 aprile Roosevelt ha inviato al Congresso un nuovo programma di spesa su larga scala e ricevette 3,75 miliardi di dollari, che sono stati suddivisi tra Public Works Administration (PWA), Works Progress Administration (WPA) e varie agenzie di soccorso. Altri stanziamenti hanno portato il totale a $ 5 miliardi nella primavera del 1938, dopodiché l'economia si è ripresa.

## Ripresa
Sebbene l'economia americana abbia iniziato a riprendersi a metà del 1938, l'occupazione non ha ripreso il livello di inizio 1937 fino a quando gli Stati Uniti non sono entrati nella seconda guerra mondiale alla fine del 1941. Il reddito personale nel 1939 era quasi ai livelli del 1919 in totale, ma non pro-capite. Nel 1939 la popolazione agricola era diminuita del 5%, mentre la produzione agricola era aumentata del 19% nel 1939.
L'occupazione nelle fabbriche del settore privato riacquistò i livelli raggiunti all'inizio del 1929 e all'inizio del 1937, ma non li superò fino all'inizio della seconda guerra mondiale. La produttività aumentò costantemente e la produzione nel 1942 era ben al di sopra dei livelli del 1929 e del 1937.

## Interpretazioni
Gli economisti non sono d'accordo sulle cause di questa recessione.
- Gli economisti keynesiani attribuiscono la colpa della crisi ai tagli alla spesa federale e all'aumento delle tasse dietro le pressioni del Tesoro degli Stati Uniti.[16] Lo storico Robert C. Goldston ha anche notato che due importanti programmi di lavoro del New Deal, la Public Works Administration e la Works Progress Administration, hanno subito drastici tagli al budget firmati da Roosevelt per poi diventare legge per l'anno fiscale 1937-1938.[17]
- I monetaristi, come Milton Friedman e Anna Schwartz, attribuiscono la colpa della crisi alla stretta dell'offerta di moneta da parte della Federal Reserve nel 1936 e nel 1937.[18]